# Matyldów (Łódź)
Pour les articles homonymes, voir Matyldów.
Matyldów est une localité polonaise de la gmina et du powiat de Rawa Mazowiecka en voïvodie de Łódź.